# RTL Kockica
RTL Kockica es un canal de televisión privado de Croacia, perteneciente a Central European Media Enterprises (CME). Emite programación infantil y juvenil.

## Programación
- Etno sat[3]
- Baby Zoo[4]
- Sport za sve[5]
- Jezikoslovci[6]
- Jeste li znali?[7]
- Vesela učionica[8]
- Kockić i prijatelji[9]
- Bakugan
- Cocomelon
- Gormiti
- La casa de Mickey Mouse
- Los Pitufos